# Reach Out!
Reach Out! è un album di Hank Mobley, pubblicato dalla Blue Note Records nel novembre del 1968. I brani furono registrati il 19 gennaio del 1968 al Van Gelder Studio di Englewood Cliffs, New Jersey (Stati Uniti).

## Tracce
Lato A
1. Reach Out I'll Be There – 6:46 (Brian Holland, Lamont Dozier, Edward Holland Jr.)
2. Up, Over, and Out – 5:50 (Hank Mobley)
3. Lookin' East – 5:16 (Hank Mobley)

Lato B
1. Goin' Out of My Head – 7:23 (Bob Weinstein, Teddy Randazzo)
2. Good Pickin's – 5:28 (Hank Mobley)
3. Beverly – 7:01 (LaMont Johnson)

## Musicisti
- Hank Mobley - sassofono tenore
- Woody Shaw - tromba, flicorno
- George Benson - chitarra
- LaMont Johnson - pianoforte
- Bob Cranshaw - contrabbasso
- Billy Higgins - batteria